# كروغرراند
كروغرراند (ملاحظة 1) هو عملة ذهبية من عملات السبائك تصدرها جنوب أفريقيا. أصدرت العملة لأول مرة سنة 1967.
تتألف سبيكة كروغرراند بمعظمها من الذهب بنسبة 91.67%؛ في حين أن النسبة المتبقية 8.33% هي من النحاس.

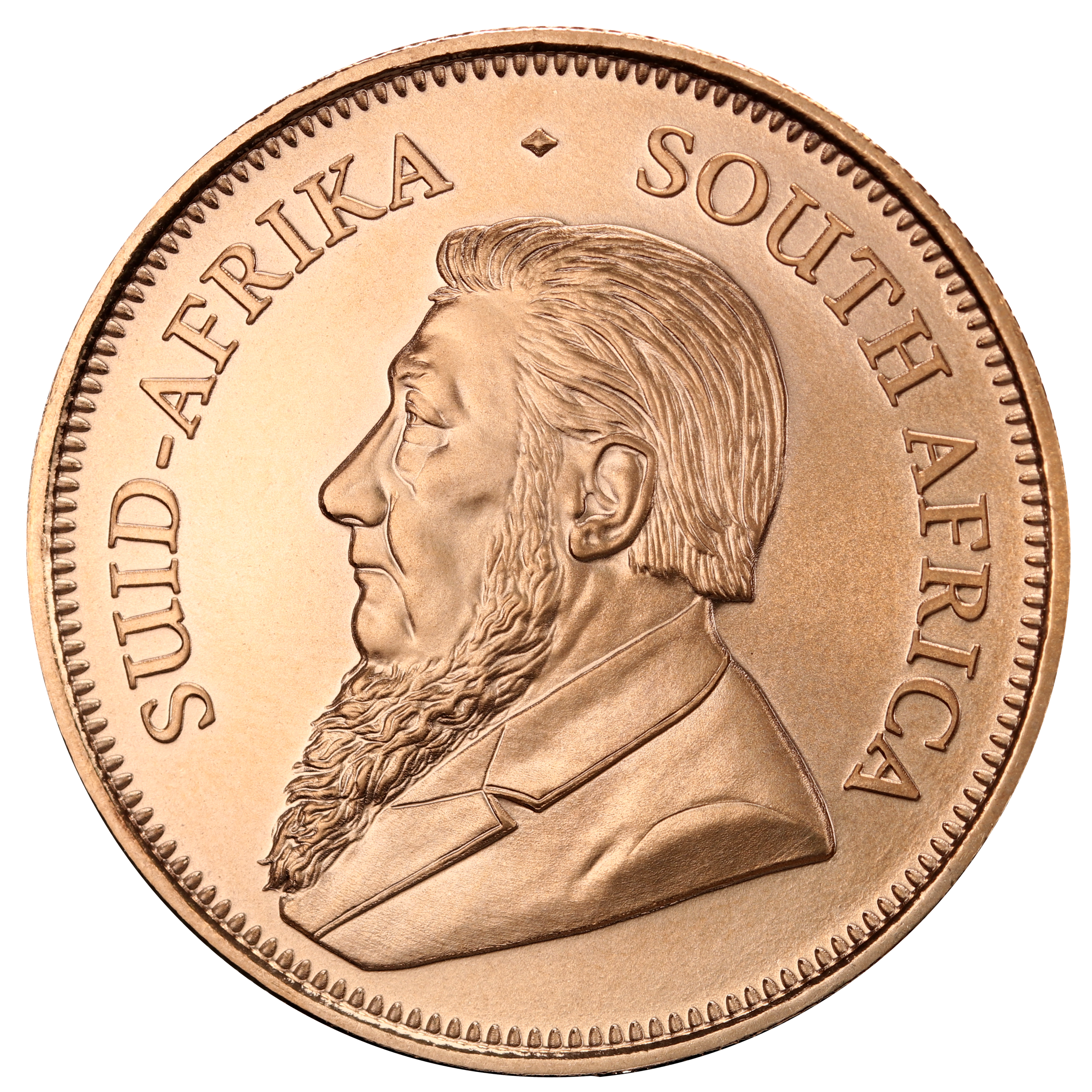
الوجه الأمامي للكروغرراند الذهبي
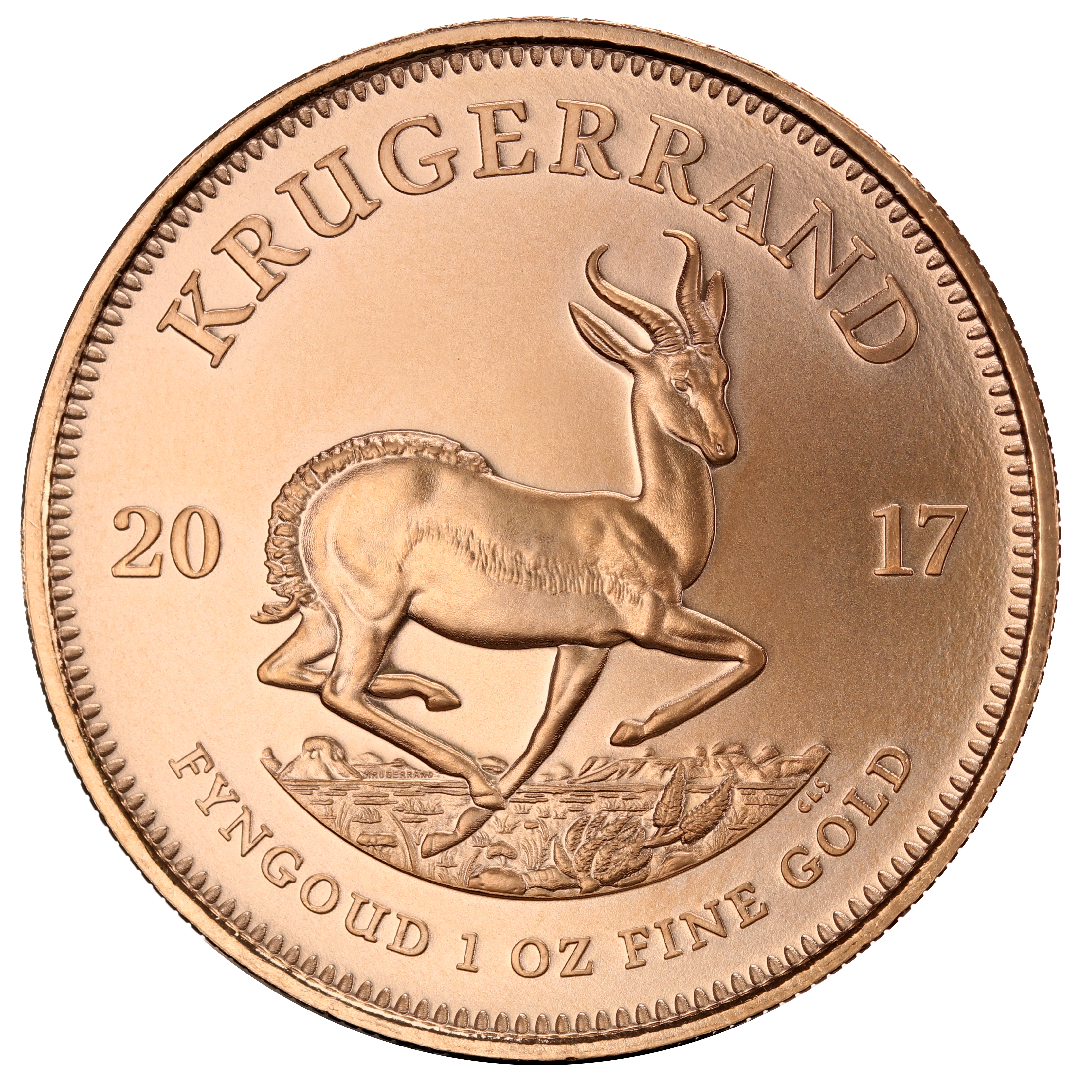
الوجه الخلفي للكروغرراند الذهبي